# Real Federación Española de Hockey
De Real Federación Española de Hockey is de nationale hockeybond van Spanje.
De bond is aangesloten bij de EHF en de FIH. De bond is verantwoordelijk voor alle veld- en zaalhockey-activiteiten in Spanje en rondom de nationale ploegen. De bond is verder in 30 regionale onderbonden verdeeld. 

## Voorzitters
- 1922-1923: Luis Fernández Iruegas
- 1923-1935: José García Cernuda
- 1936-1939: Luis Satrústegui
- 1939-1945: Joaquín de Aguilera y Alonso
- 1945-1963: Juan Manuel Sainz de los Terreros y Ranero
- 1963-1969: Pablo Negre Villavechia
- 1969-1972: Domingo Vernis Bonet
- 1972-1981: Joaquin Dualde Santos de Lamadrid
- 1981-1984: Jose María Andreu Marfá
- 1984-1992: Leandro Negre Carrió
- 1992-1996: Pablo Galán Fernández
- 1996-2008: Martín Colomer Ribas
- 2008-heden: Santiago Déo Valera

## Nationale ploegen
- Spaanse hockeyploeg (mannen)
- Spaanse hockeyploeg (vrouwen)